# Cullen Jones
Cullen Jones (Nueva York, Nueva York, 29 de febrero de 1984) es un nadador estadounidense de la modalidad estilo libre. Fue medallista de oro en los Juegos Olímpicos de Pekín 2008 y Londres 2012.

## Carrera
Jones nació en el Bronx, un borough de la ciudad de Nueva York, pero se mudó a Irvington, Nueva Jersey, cuando estaba en la primaria. Cullen aprendió a nadar después de que casi se ahoga en un parque acuático a la edad de los cinco años. Él se graduó de la Preparatoria Saint Benedict en Newark, Nueva Jersey, donde empezó a ganar el reconocimiento por su desempeño como nadador.
Jones es el primer afroamericano en tener o compartir el récord en natación (4 × 100 m estilo libre). Él también es el segundo afroamericano en tener un récord en el equipo de natación de Estados Unidos después de Anthony Ervin. En las competencias de natación en los Juegos Olímpicos de Pekín 2008, Jones rompió el récord estadounidense de los 50 metros estilo libre con un tiempo de 21,59 segundos. El récord fue roto al siguiente día por Garrett Weber-Gale. En Pekín 2008, Jones ganó una medalla de oro en la modalidad 4 × 100 m estilo libre con un tiempo de 3:08,24 junto a Michael Phelps, Jason Lezak y Garrett Weber-Gale.

## Mejores Tiempos
- SC 50y Libres - 19.07 2006 ACC Conference Championships
- SC 50 m Libres - 21.31, 2006 World Short Course Championships
- LC 50 m Libres - 21.59, julio de 2008 USA Olympic Trials
- LC 100 m Libres - 48.31, julio de 2008 USA Olympic Trials